# Gordon R. Dickson
Gordon Rupert Dickson (Edmonton, Alberta, 1 de noviembre de 1923-Richfield, Minnesota, 31 de enero de 2001) fue un escritor de ciencia ficción y fantasía nacido en Canadá residente desde los 13 años en Estados Unidos.

## Premios
Dickson ha ganado entre otros los premios Nébula al mejor relato por Llámale Señor (Call Him Lord) y Hugo de novela corta por El dorsai perdido.
En 1975 la Asociación de Ciencia Ficción de Nueva Inglaterra le concedió el Premio Skylark y en 2000 entró en el Salón de la Fama de la Ciencia Ficción.

## Obra en español

### Ciclo Dorsai
- Dorsai / El general genético (1960, Dorsai! / The Genetic General)
- Nigromante (1962, Necromancer)
- Soldado no preguntes (1964, extendida en 1967, Soldier, Ask Not)
- La estrategia del error (1971, Tactics of Mistake)
- El espíritu de los dorsai (1979, The Spirit of Dorsai)
- El dorsai perdido (1980, revisada en 1988, Lost Dorsai). Ganadora del premio Hugo a la mejor novela corta de 1981.

### De hombres y dragones
- La torre abominable (incluida en The Magazine of Fantasy and Science Fiction en 1957 como St Dragon and the George. Ampliada y publicada en 1976 como The Dragon and the George).
- El caballero dragón (1990, The Dragon Knight)

### Otras novelas
- La era del teleporte (incluida en Science Fiction Stories como "No More Barriers" en 1960, publicada en 1960 como Time to Teleport)
- Al estilo extraterrestre (1965, The Alien Way)
- No más duendes (1974, Gremlins, Go Home!)
- La llamada lejana (aparecida primero en 1973 en Analog, publicada en 1978, The Far Call)